# Luvuvhu
Le Luvuvhu est une rivière sud-africaine d'une longueur de 200 km qui coule dans la province du Limpopo au nord-est du pays. Il est un affluent du fleuve Limpopo.

## Source de la traduction
- (en) Cet article est partiellement ou en totalité issu de l’article de Wikipédia en anglais intitulé « Levubu River » (voir la liste des auteurs).